# Marin sne
I dybhavet er marin sne en kontinuerlig byge af for det meste organisk detritus, der falder fra de øverste lag af vandsøjlen. Det er et væsentligt middel til at eksportere energi fra den lysrige fotiske zone til den afotiske zone nedenfor, som omtales som den biologiske pumpe.
Eksportproduktion er den mængde organisk materiale, der produceres i havet af primærproduktion, som ikke genanvendes (remineraliseret), før det synker ned i den afotiske zone. På grund af eksportproduktionens rolle i havets biologiske pumpe måles den typisk i kulstofenheder (f.eks. mg C m^−2 d^−1).
Udtrykket marin sne (engelsk marine snow) blev opfundet af opdagelsesrejsende William Beebe som observeret fra hans badesfære. Da marin snes oprindelse ligger i aktiviteter inden for den produktive fotiske zone, ændres forekomsten af marin sne med sæsonbestemte udsving i fotosyntetisk aktivitet og havstrømme. Marine sne kan være en vigtig fødekilde for organismer, der lever i den afotiske zone, især for organismer, der lever meget dybt i vandsøjlen.

## Yderligere læsning
- Mary Wilcox Silver (2015). "Marine Snow: A Brief Historical Sketch". Limnology and Oceanography Bulletin, 24:5-10. https://doi.org/10.1002/lob.10005

- Brakstad OG, Lewis A, Beegle-Krause CJ (2018). "A critical review of marine snow in the context of oil spills and oil spill dispersant treatment with focus on the Deepwater Horizon oil spill". Marine Pollution Bulletin. 135: 346-356. Bibcode:2018MarPB.135..346B. doi:10.1016/j.marpolbul.2018.07.028. PMID 30301046. S2CID 52948259.